# Sistema Universitario de Misuri
El Sistema Universitario de Misuri es un sistema universitario estatal que proporciona administración centralizada de cuatro universidades, un sistema de atención médica, un programa de extensión y diez parques tecnológicos y de investigación. Casi 70.000 estudiantes están actualmente matriculados en sus cuatro campus. El sistema de atención médica opera varios hospitales y clínicas en el centro de Misuri, mientras que el programa de extensión brinda educación a distancia y otras iniciativas educativas en todo el estado.
El Sistema UM fue creado en 1963 cuando la Universidad de Misuri (fundada en 1839 en Columbia) y la Escuela de Minas de Misuri (ahora Universidad de Ciencia y Tecnología de Misuri, fundada en 1870 en Rolla), se combinaron con la Universidad anteriormente privada de Kansas City (ahora Universidad de Misuri-Kansas City, fundada en 1933), y un campus recién creado en los suburbios de St. Louis (Universidad de Misuri-St. Louis) en 1963.

## Universidades miembros
- Universidad de Misuri–Columbia
- Universidad de Misuri–Kansas City
- Universidad de Misuri–San Luis
- Universidad de Ciencia y Tecnología de Misuri

## Historia
El Sistema Universitario de Misuri se creó en 1963 cuando la Universidad de Kansas City, que era una universidad privada, fue adquirida y renombrada como Universidad de Misuri–Kansas City. Ese mismo año se fundó la Universidad de Misuri–San Luis, y en 1964 la Escuela de Minas y Metalurgia de Misuri se convirtió en la Universidad de Misuri–Rolla. Posteriormente, el 1 de enero de 2008, la Universidad de Misuri–Rolla pasó a denominarse Universidad de Ciencia y Tecnología de Misuri. 